# Flaminia Simonetti
Flaminia Simonetti (Roma, Italia; 17 de febrero de 1997) es una futbolista italiana. Juega de centrocampista y su equipo actual es el Inter de Milán de la Serie A. Es internacional absoluta por la selección de Italia desde 2021.

## Selección nacional
Formó parte de la selección de Italia que disputó la Eurocopa Femenina 2022.

### Participaciones en torneos juveniles
| Copa                                                  | Sede       | Resultado      |
| ----------------------------------------------------- | ---------- | -------------- |
| Copa Mundial Femenina de Fútbol Sub-17 de 2014        | Costa Rica | Tercer lugar   |
| Campeonato Europeo Femenino Sub-17 de la UEFA 2012-13 | Suiza      | Fase de grupos |

### Participaciones en copas continentales
| Copa                   | Sede       | Resultado      |
| ---------------------- | ---------- | -------------- |
| Eurocopa Femenina 2022 | Inglaterra | Fase de grupos |

## Clubes
| Club              | País   | Año           |
| ----------------- | ------ | ------------- |
| Roma CF           | Italia | 2011-2012     |
| AS Roma           | Italia | 2012-2016     |
| FC Neunkirch      | Suiza  | 2016          |
| AS Roma           | Italia | 2016-2019     |
| Empoli (préstamo) | Italia | 2019-2020     |
| Inter de Milán    | Italia | 2020-presente |

## Vida personal
Su hermano Pier Luigi Simonetti también es futbolista.